# Maule (comuna)
Maule (del mapudungun: mawün lewfü ‘río de lluvia’) es una comuna chilena de la región del mismo nombre en la provincia de Talca, colindante con el río homónimo, en la zona central de Chile. 
Integra junto con las comunas de Curepto, Empedrado, Pelarco, Pencahue, Río Claro, San Clemente y San Rafael el distrito electoral N.º 38 (Diputados), y pertenece a la 10.ª circunscripción senatorial Norte (Talca).

## Historia
Desde los tiempos de la ocupación inca que la zona que actualmente es la comuna ha tenido un valor comunicacional y estratégico por su cercanía al río del mismo nombre. En este lugar fue fundada originalmente, en 1692, la Villa de San Agustín, la que hoy, 12 kilómetros al norte, se llama ciudad de Talca. Cerca de ese sector se fundó a mediados del siglo XVIII la aldea de Duao, que durante algún tiempo fue la sede comunal. Durante el siglo XIX, se desarrolla una pequeña actividad minera en el sector de El Chivato, lo que atrae a muchas personas hacia el sector. Se fundan varios poblados, siendo el principal el de Peumo, que a inicios del siglo XX cambia su nombre a Maule, cuyo nombre quizás motivada por la idéntica comuna del mismo nombre pero ubicada en Francia. En 1927, la sede comunal se traslada desde Duao hasta este sector, condición que se mantiene hasta hoy.
En 1990, comienza el poblamiento del sector norte de la comuna con el campamento Villa Francia, pero en el año 2003, comienza el verdadero desarrollo urbano de esta zona, convirtiéndola en la principal oferta residencial para los sectores medios ligados a la ciudad de Talca, creando el área urbana conocida como Maule Norte, haciendo que su sede comunal sea llamada coloquialmente como "Maule Centro", para diferenciarla de la parte colindante con la comuna de Talca.

## Medio ambiente

### Geomorfología y componentes abióticos

Trazado simplificado de los ecosistemas y cuerpos de agua presentes en la comuna de Maule.

La comuna de Maule se encuentra emplazada en la unidad geomorfológica de Llano central fluvio-glacio-volcánico; y presenta según la clasificación climática de Köppen clima mediterráneo de lluvia invernal (Csb). Esta además se halla en la cuenca hidrográfica de río Maule. Además, la comuna posee diversos cuerpos de agua, entre los que se destacan el río Maule.

### Componentes bióticos
Dentro del territorio de la comuna se pueden hallar los siguientes ecosistemas:
- Bosque esclerófilo mediterráneo interior donde predominan Lithrea caustica y Peumus boldus (En peligro)
- Bosque espinoso mediterráneo interior donde predominan Acacia caven y Lithrea caustica (En peligro)

### Medidas de protección ambiental y conflictos socioambientales
Hasta 2022, la comuna de Maule no cuenta con áreas territoriales destinadas a la protección ambiental.

## Demografía
La comuna de Maule abarca una superficie de 238,22 km² y una población de 40 840 habitantes (censo de 2017), la comuna de Maule experimentó el mayor crecimiento de población de todo el país, alcanzando un 295,3 %, esto debido a la conurbación que experimenta con la comuna de Talca, donde el sector sur poniente de la ciudad limita con Maule, dando paso a una gran cantidad proyectos inmobiliarios que forman parte de la ciudad de Talca, en la zona denominada Maule Norte o "Culenar" según el INE.

### Localidades
Conforme al último censo realizado en 2017, la comuna de Maule posee las siguientes localidades:
| Localidad     | Calidad | Población (2017) |
| ------------- | ------- | ---------------- |
| Maule         | ciudad  | 7.039            |
| Culenar       | ciudad  | 30.278           |
| Chacarillas   | pueblo  | 1.452            |
| Querquel      | aldea   | 653              |
| Santa Clara   | aldea   | 536              |
| Pueblecillo   | aldea   | 488              |
| Pedro Nolasco | aldea   | 394              |

## Administración

### Municipalidad
La Municipalidad de Maule es dirigida por el alcalde Pablo Luna, asistido por el concejo municipal compuesto por Jesús Retamal Monsalve (IND-Evópoli), Luis Humberto Alegría González (RN), Iván Riveros Cerda (UDI), Juan Pablo Rojas Díaz (PR), Jorge Enrique Domínguez Ibarra (PDC), y Mauricio Andrés González Vargas (PDC).

### Representación parlamentaria
Maule es representado en la Cámara de Diputados, dónde pertenece al Distrito 17, siendo los diputados Jorge Guzmán Zepeda (Evópoli), Felipe Donoso (UDI), Hugo Rey (RN), Alexis Sepúlveda (PR), Benjamín Moreno Bascur (Partido Republicano), Mercedes Bulnes (IND-RD), y Francisco Pulgar (IND-Centro Unido).
Maule se encuentra en la Circunscripción IX para el Senado, representada por Paulina Vodanovic (PS), Juan Antonio Coloma Correa (UDI), Juan Castro Prieto (IND-RN), Ximena Rincón (PDC), y Rodrigo Galilea (RN).

## Economía
La economía de la comuna se basa principalmente de la agricultura y la ganadería. A orillas del río se encuentra la mina de oro "El Chivato", en el cerro El Águila de Maule, de propiedad de la familia Silva Neale, que fue durante el siglo XIX el principal yacimiento aurífero de la zona.
La mina de oro "El Chivato" se encuentra a aproximadamente 5 km del río. El material extraído se bajaba a lomo de burro para ser molido y procesado hasta la planicie, donde había un molino de piedra y agua suficiente para la actividad. El agua utilizada no era del río sino de un arroyo o canal. En el lugar del molino, al menos hasta 1965, se lavaba arena y se sacaba oro en polvo (en mínimas cantidades).
En 2018, la cantidad de empresas registradas en Maule fue de 715. El Índice de Complejidad Económica (ECI) en el mismo año fue de 0,47, mientras que las actividades económicas con mayor índice de Ventaja Comparativa Revelada (RCA) fueron Cultivo de Otros Cereales (458,76), Producción y Procesamiento de Carnes Rojas y Productos Cárnicos (47,82) y Fútbol Amateur (30,33).